# Setge d'Oriola (1364)
El Setge d'Oriola de 1364 fou un dels episodis de la Guerra dels dos Peres.

## Antecedents
Pere I de Castella, coneixedor dels pactes de Pere el Cerimoniós amb Carles II de Navarra i Enric de Castella, va incomplir la Pau de Morvedre i va penetrar el 1364 pel sud del regne de València, i apoderant-se d'Alacant, Elda, Gandia i altres castells, mantenint-se només Oriola, que pogué ser abastida pel Cerimoniós, va quedar en mans catalanes, tot i que el sobirà català hagué de tornar a Tortosa en no poder mantenir les tropes. Pere el cruel va arribar fins i tot l'horta de València, assetjant la ciutat, que aconseguia ser escassament abastida per les sis galeres d'Olf de Pròixida. A finals d'abril va poder reunir 3.000 cavallers i 16.000 infants a Castelló i el 27 d'abril va sortir de Borriana,
Amb l'atac per terra de Pere el Cerimoniós el 28 d'abril, protegits per la flota d'Olf de Pròixida, els castellans es van retirar a Morvedre.
Es produeix entre els dos monarques un intercanvi de cartes de desafiament, però mai no va arribar a produir-se, ja que Pere el Cerimoniós exigia que Pere I de Castella acudís al camp d'El Grau, mentre el castellà li citava davant dels murs de Morvedre.
La flota castellana va intentar atacar la catalana que estava estacionada a Cullera, però un temporal va evitar l'atac i va malmetre l'estol atacant.

## El setge
A finals de novembre de 1364, Pere el Cerimoniós va manar a l'alcaid del castell d'Oriola, Joan Martínez d'Eslava, que es trobava a València, que s'hi dirigís, mentre ell s'hi acostava amb la host per socórrer-la. Pere I de Castella va prendre Oriola el 7 de juny de 1365

## Conseqüències
Pere I de Castella, després de la presa d'Oriola va dirigir-se a Morvedre, on va deixar 800 genets i nombrosos infants, i va marxar a Terol, però finalment Morvedre fou recuperada el 14 de setembre i la guarnició va passar al bàndol d'Enric de Castella, i poc més tard es recuperaria Segorb. amb tot el regne de València en amunt.